# Lammassaari (ö i Norra Karelen, Joensuu, lat 62,84, long 29,59)
Lammassaari är en ö i Finland. Den ligger i sjön Höytiäinen och i kommunen Polvijärvi i den ekonomiska regionen  Joensuu ekonomiska region  och landskapet Norra Karelen, i den sydöstra delen av landet, 400 km nordost om huvudstaden Helsingfors. Öns area är 3,9 hektar och dess största längd är 370 meter i sydöst-nordvästlig riktning.